# NEC Red Rockets
NEC Red Rockets är en volleybollklubb från Kawasaki, Japan. Klubben grundades 1978. Klubben ägs av NEC Corporation. Laget har blivit japanska mästare sju gånger
De spelar sina hemmamatcher i Kawasaki City Todoroki Arena eller Ota Ward General Gymnasium. När klubben grundades kom många av spelarna från Yashica Volleyball Club som lades ner samtidigt.
Samma ägare hade fram till 2009 även en klubb på herrsidan med ett snarlikt namn, NEC Blue Rockets.